# 萨拉卡战役
萨拉卡战役（阿拉伯语：معركة الزلاقة），是1086年10月23日发生于北非穆斯林国家阿尔摩拉维王朝和西班牙基督教国家卡斯蒂利亚之间的战役。
阿尔摩拉维王朝的苏丹优素福·伊本·塔什芬应安达卢西亚地区三位穆斯林王公（穆塔米德等）的请求，率领来自摩洛哥的7000名战士在安达卢西亚登陆。他随大军一道前进，开往安达卢斯北部，抵达萨拉卡。由于从安达卢斯各地集结穆斯林军队，使他的军队人数达到30000人。卡斯蒂利亚国王阿方索六世亦率领60000人的军队抵达战场。双方统帅在战前互通消息。优素福·伊本·塔什芬给敌人三个选择：改信伊斯兰教、缴纳吉茲亞，或者打仗。
阿方索六世选择与阿尔摩拉维王朝开战，在星期五拂晓发动进攻。优素福·伊本·塔什芬将大军分作三个师：第一师15000人，由穆塔米德统领；第二师11000人，由优素福本人統率；第三师是4000名装备印度刀剑和长标枪的非洲黑人士兵。穆塔米德和他率领的一个师单独对抗阿方索六世直至下午，然后优素福·伊本·塔什芬率部加入战斗，将阿方索六世及其军队团团围住。阿方索的部队惊惶失措，开始丢失阵地，接着优素福命令第三师进攻，结束战斗。阿方索的部众伤亡惨重，阵亡人数超过59500人，只有100名骑士历尽艰辛回到了卡斯蒂利亚。阿方索六世在战斗中生还，但失去了一条腿。
战场名叫萨拉卡（阿拉伯语意为“湿滑之地”），因为当日血流遍地，士兵在战场上到处滑倒。基督教文献称其为萨格拉加之战。
不考虑同时代的统计数字（参战人数通常被大大夸张），卡斯蒂利亚的大军人数在14000人左右，包括约2000名骑马的骑士，至少一半人阵亡。受伤的国王和大多数贵族得以幸存，但仍有不少人未能生还，包括罗德里格·穆尼奥斯伯爵和维拉·欧弗格兹伯爵。阿尔摩拉维王朝一方的伤亡也很惨重，尤其是达伍德·本·艾萨率领的部众，他们的营地甚至在战斗开始一小时后即被巴达霍斯总督穆塔瓦基勒·伊本·阿夫塔斯洗劫。塞维利亚总督穆塔米德在第一波冲击中受伤，但在阿尔瓦·法涅兹率领的卡斯蒂利亚首轮冲锋的艰难时刻，穆塔米德的英勇为安达卢斯军队树立了榜样，鼓舞了士气。阵亡者包括一位来自科尔多瓦的广受欢迎的阿訇阿布尔·阿巴斯·艾哈迈德·伊本·鲁梅拉（Abu-l-Abbas Ahmad ibn Rumayla）。据说优素福在屠杀面前失去了勇气，又因其继承人之死不得不暂时返回非洲，因此，尽管野战军大部覆没，但卡斯蒂利亚没有丧失多少领土。